# Cecelia Specht
Cecelia E. Specht (* 28. Februar 1967 in Santa Cruz, Kalifornien) ist eine US-amerikanische Schauspielerin.

## Leben
Specht studierte Schauspielerei an der The-New-School-Universität (Actors Studio Drama School) und Politikwissenschaft an der University of California, Berkeley. Später studierte sie im The Actors Studio unter Barbara Bain. Filme, in denen sie spielte, sind unter anderem der 2002 erschienene Film Signs of Life und Death Interrupted aus dem Jahr 2011, für welchen sie im selben Jahr den Award of Merit als beste Hauptdarstellerin gewann. Zu den Fernsehserien, in denen sie auftrat, gehören Nachbarn (1999–2001), Ponderosa (2002) und Zeit der Sehnsucht (2012).
Specht ist seit 1998 mit dem Schauspieler David Ross Paterson verheiratet.

## Filmografie
- 1998: Bleach (Kurzfilm)
- 1999: Lipstick (Kurzfilm)
- 1999–2001: Nachbarn (Neighbours, Fernsehserie, 6 Folgen)
- 2000: Meine Stiefschwester ist ein Alien (Stepsister from Planet Weird, Fernsehfilm)
- 2002: Ponderosa (Fernsehserie, 2 Folgen)
- 2002: Stingers (Fernsehserie, eine Folge)
- 2002: Signs of Life
- 2003: Der Fluch von Darkness Falls (Darkness Falls)
- 2003: Rückkehr des Bösen (Evil Never Dies, Fernsehfilm)
- 2005: Star Trek: Enterprise (Fernsehserie, eine Folge)
- 2005: On the Job (Kurzfilm)
- 2005: Las Vegas (Fernsehserie, eine Folge)
- 2006: Outta Sync
- 2006: Address Unknown (Kurzfilm)
- 2007: Criminal Minds (Fernsehserie, eine Folge)
- 2007: Zoey 101 (Fernsehserie, eine Folge)
- 2007: Background(ed) (Kurzfilm)
- 2008: Finding Red Cloud
- 2008: Life (Fernsehserie, eine Folge)
- 2008: Frost/Nixon
- 2008: Dexter (Fernsehserie, eine Folge)
- 2009: Breakfast Meeting (Kurzfilm)
- 2010: Parks and Recreation (Fernsehserie, eine Folge)
- 2010: Schatten der Leidenschaft (The Young and the Restless, Fernsehserie, eine Folge)
- 2010: Today’s Temp (Kurzfilm)
- 2011: My Superhero Family (Fernsehserie, eine Folge)
- 2011: Death Interrupted (Fernsehfilm)
- 2011: Revenge (Fernsehserie, eine Folge)
- 2012: Castle (Fernsehserie, eine Folge)
- 2012: Zeit der Sehnsucht (Days of Our Lives, Fernsehserie, 3 Folgen)
- 2013: Lost on Purpose
- 2013: Scandal (Fernsehserie, eine Folge)
- 2014: Streamline Your Care (Kurzfilm)
- 2014: Partners (Fernsehserie, eine Folge)
- 2014: Today’s Temp! 2 (Kurzfilm)
- 2015: After Ever After (Kurzfilm)
- 2015: The Butterfly, the Harp and the Timepiece (Stimme, Kurzfilm)

## Auszeichnungen
- 2011: Award of Merit als beste Hauptdarstellerin für Death Interrupted.[2]